# Jan Nepomucen Nowakowski
Jan Nepomucen Nowakowski (ur. 14 kwietnia 1796 we Lwowie, zm. 21 stycznia 1865 tamże) – polski aktor i śpiewak.

## Życiorys
Debiutował w 1811 we Lwowie, gdzie grał z powodzeniem do 1864 roku. W latach (1857–1864) wraz z Witalisem Smochowskim był dyrektorem teatru we Lwowie.
Zasłynął jako aktor komiczny i charakterystyczny, odtwórca ról w komediach Fredry i Moliera. Jego główną specjalnością była postać szlachcica polskiego sprzed rozbiorów.
W Warszawie śpiewał swoje słynne Miotełki, satyryczne kuplety, do których ułożył część tekstów. Fryderyk Chopin improwizował wówczas na jednym ze swoich koncertów na temat Miotełek.
”Zaprzyjaźniony z Aleksandrem Fredrą, który osobiście udzielał mu wskazówek, był pierwszym Cześnikiem (Zemsta; Lwów, 17 lutego 1834). (...) Jako aktor wywarł znaczny wpływ na rozwój aktorstwa polskiego; w historii teatru uchodzi za twórcę jednego z dwóch nurtów tradycji fredrowskiej, kontynuowanego potem przez Józefa Rychtera”.
W komediach Fredry grał wiele ról: Cześnika w Zemście, Łatkę w Dożywociu, Geldhaba w komedii Pan Geldhab, Radosta w Ślubach panieńskich, Jowialskiego w Panu Jowialskim.
Grał też w komediach Moliera i partiach operowych np. rolę Bryndusa w operze Zabobon, czyli Krakowiacy i Górale Karola Kurpińskiego.
Pochowany na cmentarzu Łyczakowskim we Lwowie.